# Rypienica
Die Rypienica ist ein linker Zufluss der Drwęca (Drewenz) in Polen.

## Geografie
Der 34,4 km lange Fluss entspringt bei dem Dorf Stępowo im Südosten der Stadt Rypin in der Woiwodschaft Kujawien-Pommern und fließt in generell nordwestlicher Richtung durch die Stadt Rypin, bis er bei dem Dorf Kominy in die Drwęca mündet. Das Einzugsgebiet wird mit 340 km² angegeben.